# Chlamydera
Chlamydera es un género de Ave Passeriformes de la familia de los Ptilonorhynchidae, contiene 5 especies que habitan en Australia y Nueva Guinea.

## Especies
- Chlamydera cerviniventris (Gould, 1850)
- Chlamydera guttata (Gould, 1862)
- Chlamydera nuchalis (Jardine & Selby, 1830)

Sinónimos:
- Chlamydera nuchalis nuchalis (Jardine & Selby, 1830)
- Chlamydera nuchalis orientalis (Gould, 1879)

- Chlamydera lauterbachi (Reichenow, 1897)

Sinónimos:
- Chlamydera lauterbachi lauterbachi (Reichenow, 1897)
- Chlamydera lauterbachi uniformis (Rothschild, 1931)

- Chlamydera maculata (Gould, 1837)